# Pimelodus peronii
Pimelodus peronii és una espècie de peix de la família dels pimelòdids i de l'ordre dels siluriformes.